# プロケラトサウルス科
プロケラトサウルス科（プロケラトサウルスか、学名 : Proceratosauridae）は、中期ジュラ紀から前期白亜紀に生息した獣脚類の恐竜の科。ティラノサウルス科とともにティラノサウルス上科を形成する。プロケラトサウルス科は長期間にわたって生存し、特に前期白亜紀には他のティラノサウルス上科に先駆け大型化する種が出現するまでになり全盛期を迎えていたが、後期白亜紀には既に姿を消していた。原因は不明ながらプロケラトサウルス科は絶滅し、その後は近縁のティラノサウルス科が彼等に代わって大型化を遂げていくことになる。

## 特徴
進化したティラノサウルス科には見られないがディロングのような原始的なティラノサウルス上科と同様な特徴として、一般的に体は小型で、物を掴むことが可能な3本の長い指が生えた前肢を持つ。ただし、体格に関してはシノティラヌスおよびプロケラトサウルス科の可能性があるユウティラヌスは例外であり10メートル前後に達する大型化を遂げている。Averianov らによる2010年の系統解析および Loewen らによる2013年の系統解析に基づくと、以下の特徴によりプロケラトサウルス科はその他のティラノサウルス上科と識別可能である。
- 前上顎骨と鼻骨の境界に端を発する、鼻骨で形成された矢状面上の鶏冠
- 上顎骨窓と前眼窩窓の前縁に達するほど後縁が伸びている、極端に長い外鼻孔
- 腹側の縁が短い前上顎骨
- 前眼窩窩の真下の上顎骨よりも遥かに上下に高い、前眼窩窓の腹側の前眼窩窩
- 坐骨の腹側への発達構造
- 恥骨前縁の凸状小結節が腹側に伸びて腸骨に接触する
- 上顎骨の前縁に短く狭い凹状の段差が存在する

2019年9月に発表されたキレスクスの新たな標本の論文では、中央から後方にかけての頚椎に存在する水平に近い後方中央骨突起の板状構造と、その板状構造の背側に位置する関節下後突起の孔が、新たにプロケラトサウルス科の共有派生形質と判明した。

## 分類

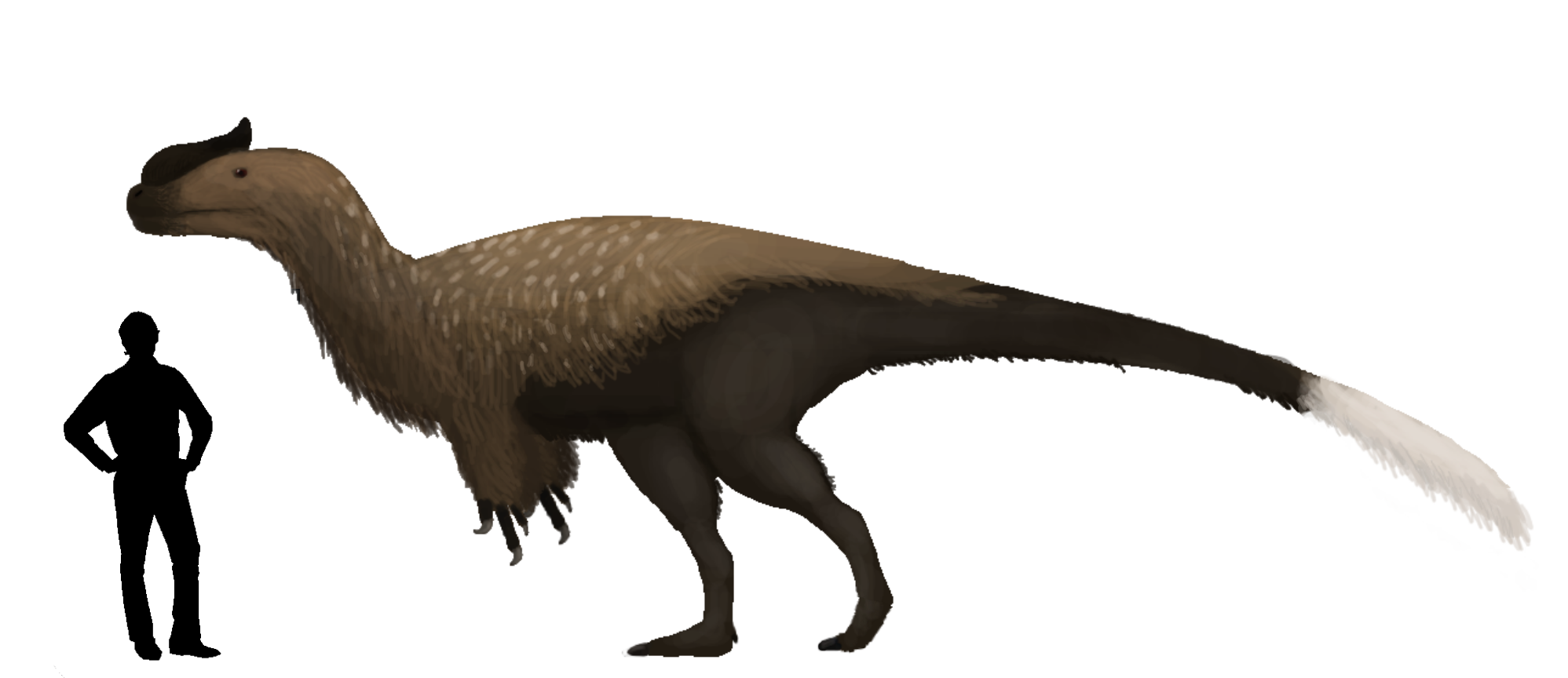
プロケラトサウルス科で最大のシノティラヌス

プロケラトサウルス科はティラノサウルス上科の系統に属し、2010年に Oliver Rauhut らが模式属プロケラトサウルスの再評価中に命名した。彼らの研究では、プロケラトサウルスがコエルロサウルス類ティラノサウルス上科に分類され、中華人民共和国のティラノサウルス上科グアンロンに最も近縁であるという意見が支持された。彼らはプロケラトサウルス科を「ティラノサウルス、アロサウルス、コンプソグナトゥス、コエルルス、オルニトミムス、ディノニクスよりもプロケラトサウルスに近縁な全ての獣脚類恐竜」として定義した。後の研究でロシア連邦のキレスクスと中国のシノティラヌスがプロケラトサウルス科に加えられた。最近ではプロケラトサウルス科にはプロケラトサウルス、グアンロン、キレスクス、シノティラヌスおよびストケソサウルス、ジュラティラント、ディロングといったかつては非プロケラトサウルス科型のティラノサウルス上科とされていた属が含まれていると考えられている。Rauhut らは、プロケラトサウルスの再評価において、2つの分類群の歯の類似性および後期白亜紀以前からヴェロキラプトル亜科が発見されていないという事実に基づき、ドロマエオサウルス科ヴェロキラプトル亜科に分類されていた後期ジュラ紀から前期白亜紀の分類群がプロケラトサウルス科である可能性があると主張した。これは、ヌテテスや他の疑わしい属がプロケラトサウルス科に属する可能性があることを意味している。
以下のクラドグラムは Loewen らの2013年の研究に基づく。

|  | プロケラトサウルス |
|  |                    |
|  | キレスクス         |
|  |                    |
|  | グアンロン         |
|  |                    |

|  | シノティラヌス                                                        |
|  |                                                                       |
|  | \| \| ジュラティラント \| \| \| \| \| \| ストケソサウルス \| \| \| \| |
|  |                                                                       |
|  | ジュラティラント                                                      |
|  |                                                                       |
|  | ストケソサウルス                                                      |
|  |                                                                       |

|  | ジュラティラント |
|  |                  |
|  | ストケソサウルス |
|  |                  |

|  | プロケラトサウルス |
|  |                    |
|  | キレスクス         |
|  |                    |
|  | グアンロン         |
|  |                    |

|  | シノティラヌス                                                        |
|  |                                                                       |
|  | \| \| ジュラティラント \| \| \| \| \| \| ストケソサウルス \| \| \| \| |
|  |                                                                       |
|  | ジュラティラント                                                      |
|  |                                                                       |
|  | ストケソサウルス                                                      |
|  |                                                                       |

|  | ジュラティラント |
|  |                  |
|  | ストケソサウルス |
|  |                  |

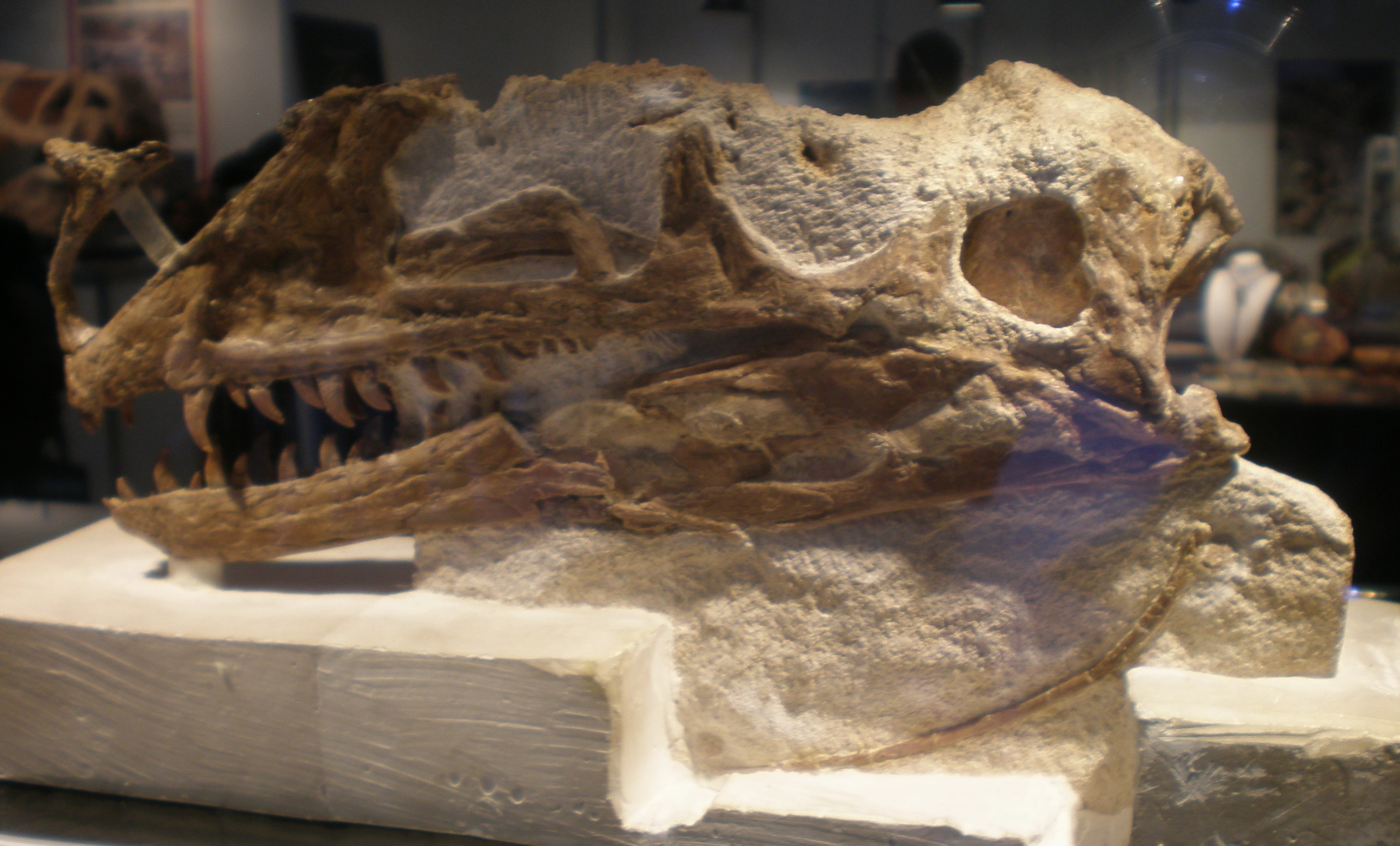
プロケラトサウルスの頭骨

2016年の最大節約法とベイズ推定を用いたブルサッテとカールの系統学的解析では、ユウティラヌスがシノティラヌスの姉妹群としてプロケラトサウルス科に分類され、ストケソサウルスとジュラティラントはより進化したティラノサウルス上科として位置付けられた。すなわち、プロケラトサウルス科から除外されたということである。以下にその研究におけるクラドグラムを示す。

|  | キレスクス                                                        |
|  |                                                                   |
|  | \| \| ユウティラヌス \| \| \| \| \| \| シノティラヌス \| \| \| \| |
|  |                                                                   |
|  | ユウティラヌス                                                    |
|  |                                                                   |
|  | シノティラヌス                                                    |
|  |                                                                   |

|  | ユウティラヌス |
|  |                |
|  | シノティラヌス |
|  |                |

|  | キレスクス                                                        |
|  |                                                                   |
|  | \| \| ユウティラヌス \| \| \| \| \| \| シノティラヌス \| \| \| \| |
|  |                                                                   |
|  | ユウティラヌス                                                    |
|  |                                                                   |
|  | シノティラヌス                                                    |
|  |                                                                   |

|  | ユウティラヌス |
|  |                |
|  | シノティラヌス |
|  |                |

|  | キレスクス                                                        |
|  |                                                                   |
|  | \| \| ユウティラヌス \| \| \| \| \| \| シノティラヌス \| \| \| \| |
|  |                                                                   |
|  | ユウティラヌス                                                    |
|  |                                                                   |
|  | シノティラヌス                                                    |
|  |                                                                   |

|  | ユウティラヌス |
|  |                |
|  | シノティラヌス |
|  |                |

|  | キレスクス                                                        |
|  |                                                                   |
|  | \| \| ユウティラヌス \| \| \| \| \| \| シノティラヌス \| \| \| \| |
|  |                                                                   |
|  | ユウティラヌス                                                    |
|  |                                                                   |
|  | シノティラヌス                                                    |
|  |                                                                   |

|  | ユウティラヌス |
|  |                |
|  | シノティラヌス |
|  |                |